# Aureum Chaos
L'Aureum Chaos è una struttura geologica della superficie di Marte.